# Bacadéhuachi
Para el municipio del cual éste pueblo es cabecera, véase: «Bacadéhuachi (municipio)».
Bacadéhuachi (del idioma ópata Vacat deguǎtzi: "En la puerta del carrizo") es un pueblo mexicano ubicado en el noreste del estado de Sonora, en la zona alta de la Sierra Madre Occidental, el pueblo es cabecera del municipio de Bacadéhuachi, y según el Instituto Nacional de Estadística y Geografía (INEGI), en el año 2020 contaba con 979 habitantes. El pueblo fue fundado en el año de 1645 por el jesuita Cristóbal García como una misión jesuítica, nombrada Misión de San Luis Gonzaga de Bacadéhuachi, habiéndose construido en 1662 el templo de Nuestra Señora de Loreto el cual es un edificio católico situado por el misionero de origen belga Marcos del Río y Juan Betancur.
Se encuentra a 277 km al este de Hermosillo la capital del estado, a 295 km al sur de la ciudad fronteriza de Agua Prieta y a 409 km al noroeste de la ciudad portuaria de Heroica Guaymas.
El significado de su nombre viene de la lengua indígena de los ópatas, originalmente como "Vacat deguǎtzi que proviene de las raíces lingüísticas: Vacat que significa "carrizo", deguǎt que significa "puerta" y tzi que significa "en"; es decir "En la puerta del carrizo".

## Historia
En tiempos anteriores al año 1600 esta zona estaba habitada por asentamientos indígenas ópatas. Fue hasta el año de 1645 fue fundado por el misionero jesuita Cristóbal García, con la categoría de misión, nombrada como San Luis Gonzága de Bacadéhuachi. Después de esto poco a poco se convirtió en un centro de población importante en sus primeros años, debido a los ensayes que impartían varios evangelistas.
Después de la Independencia de México, un juez de paz estuvo a cargo de la administración del pueblo. Después en la segunda mitad del siglo XIX se obtuvo la categoría municipal al municipio de Bacadéhuachi el cual estuvo adscrito junto al Distrito de Moctezuma (hoy Municipio de Moctezuma).
El 1 de noviembre de 1916 mientras en el estado se luchaba la guerra del Yaqui, el poblado fue atacado por la tribu yaqui, pero el general Gilberto R. Limón salió en defensa de los pobladores, quedando como héroe local.
En 1930, el municipio de Bacadéhuachi fue incorporado al municipio de Bacerac, pero un año después, el 20 de mayo de 1931 por la Ley Núm. 88 se rehabilitó como municipio independiente y definitivo, y se nombró a este poblado del mismo nombre como cabecera municipal.
En 2023 el Presidente de México Andrés Manuel López Obrador firmó el decreto que nacionalizo el Litio.

## Geografía

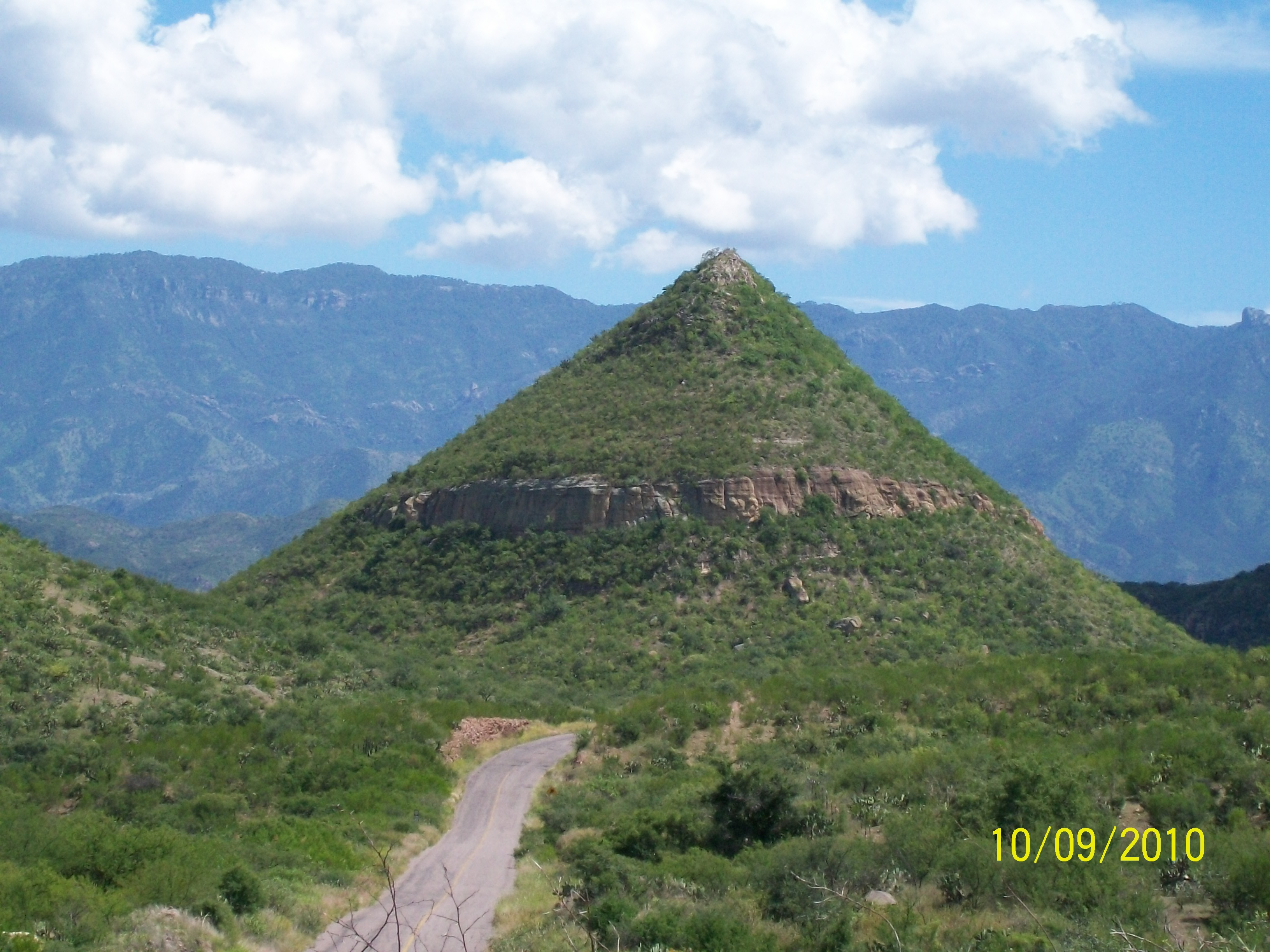
El cerro la Pirinola

Véase también: Geografía del Municipio de Bacadéhuachi
El pueblo de Bacadéhuachi se localiza al noreste del estado de Sonora, bajo las coordenadas 29°48′30" de latitud norte y 109°08′30" de longitud oeste del meridiano de Greenwich a una altura media de 702 metros sobre el nivel del mar. Es cabecera municipal del municipio de Bacadéhuachi, el cual colinda al norte con el municipio de Huachinera, al este con el de Nácori Chico, al sur con el municipio de Sahuaripa, al suroeste con Divisaderos, al oeste con los municipios de Granados y Huásabas, y al noroeste con Villa Hidalgo.
Su territorio está rodeado de estribaciones de la Sierra Madre Occidental, con zonas accidentadas, zonas planas y semi-planas, destacándose las sierras de Bacadéhuachi, Azul y Los Mojones.
El río Bavispe que constituye la corriente superior del río Yaqui, penetra a la jurisdicción de Bacadéhuachi procedente del municipio de Granados, recibe las aguas del arroyo de Bacadéhuachi y prosigue hasta Tepache y Divisaderos.

### Clima
Bacadéhuachi cuenta con un clima semiseco y cálido, con una temperatura media anual de 20.6 °C, una máxima media anual de 30 °C y una mínima media anual de 11.2 °C. La temperatura más calurosa que se ha presentado en los últimos 50 años es de 49 °C mientras que la más fría ha sido de -9 °C.
El periodo de lluvias se presenta en verano, en los meses de julio y agosto con una precipitación pluvial media anual de 483 milímetros y con heladas ocasionales de enero a febrero.
| Parámetros climáticos promedio de Bacadéhuachi, Sonora (1951-2010)              | Parámetros climáticos promedio de Bacadéhuachi, Sonora (1951-2010) | Parámetros climáticos promedio de Bacadéhuachi, Sonora (1951-2010) | Parámetros climáticos promedio de Bacadéhuachi, Sonora (1951-2010) | Parámetros climáticos promedio de Bacadéhuachi, Sonora (1951-2010) | Parámetros climáticos promedio de Bacadéhuachi, Sonora (1951-2010) | Parámetros climáticos promedio de Bacadéhuachi, Sonora (1951-2010) | Parámetros climáticos promedio de Bacadéhuachi, Sonora (1951-2010) | Parámetros climáticos promedio de Bacadéhuachi, Sonora (1951-2010) | Parámetros climáticos promedio de Bacadéhuachi, Sonora (1951-2010) | Parámetros climáticos promedio de Bacadéhuachi, Sonora (1951-2010) | Parámetros climáticos promedio de Bacadéhuachi, Sonora (1951-2010) | Parámetros climáticos promedio de Bacadéhuachi, Sonora (1951-2010) | Parámetros climáticos promedio de Bacadéhuachi, Sonora (1951-2010) |
| Mes                                                                             | Ene.                                                               | Feb.                                                               | Mar.                                                               | Abr.                                                               | May.                                                               | Jun.                                                               | Jul.                                                               | Ago.                                                               | Sep.                                                               | Oct.                                                               | Nov.                                                               | Dic.                                                               | Anual                                                              |
| ------------------------------------------------------------------------------- | ------------------------------------------------------------------ | ------------------------------------------------------------------ | ------------------------------------------------------------------ | ------------------------------------------------------------------ | ------------------------------------------------------------------ | ------------------------------------------------------------------ | ------------------------------------------------------------------ | ------------------------------------------------------------------ | ------------------------------------------------------------------ | ------------------------------------------------------------------ | ------------------------------------------------------------------ | ------------------------------------------------------------------ | ------------------------------------------------------------------ |
| Temp. máx. abs. (°C)                                                            | 32.0                                                               | 35.0                                                               | 38.0                                                               | 41.0                                                               | 44.5                                                               | 46.5                                                               | 49.0                                                               | 48.0                                                               | 45.0                                                               | 42.0                                                               | 39.0                                                               | 30.0                                                               | 49.0                                                               |
| Temp. máx. media (°C)                                                           | 21.2                                                               | 23.2                                                               | 26.3                                                               | 30.0                                                               | 34.9                                                               | 38.9                                                               | 36.8                                                               | 35.3                                                               | 35.0                                                               | 31.5                                                               | 26.2                                                               | 21.5                                                               | 30.1                                                               |
| Temp. media (°C)                                                                | 11.8                                                               | 13.5                                                               | 16.2                                                               | 19.4                                                               | 24.4                                                               | 29.1                                                               | 28.9                                                               | 27.6                                                               | 26.5                                                               | 21.8                                                               | 16.0                                                               | 12.3                                                               | 20.6                                                               |
| Temp. mín. media (°C)                                                           | 2.5                                                                | 3.8                                                                | 6.1                                                                | 8.8                                                                | 13.9                                                               | 19.4                                                               | 20.9                                                               | 19.9                                                               | 17.9                                                               | 12.1                                                               | 5.7                                                                | 3.2                                                                | 11.2                                                               |
| Temp. mín. abs. (°C)                                                            | -8.0                                                               | -5.0                                                               | -5.0                                                               | -2.0                                                               | 2.0                                                                | 9.0                                                                | 14.1                                                               | 10.0                                                               | 7.0                                                                | 0.0                                                                | -9.0                                                               | -8.0                                                               | -9.0                                                               |
| Precipitación total (mm)                                                        | 31.1                                                               | 32.4                                                               | 17.9                                                               | 6.0                                                                | 4.1                                                                | 19.8                                                               | 121.2                                                              | 107.2                                                              | 51.4                                                               | 28.4                                                               | 21.2                                                               | 42.2                                                               | 483.1                                                              |
| Días de precipitaciones (≥ 0.1 mm)                                              | 3.5                                                                | 3.2                                                                | 2.0                                                                | 0.8                                                                | 0.7                                                                | 2.2                                                                | 11.5                                                               | 10.6                                                               | 5.1                                                                | 2.9                                                                | 1.9                                                                | 4.0                                                                | 48.4                                                               |
| Fuente: Servicio Meteorológico Nacional. Actualizado el 3 de diciembre de 2016. |                                                                    |                                                                    |                                                                    |                                                                    |                                                                    |                                                                    |                                                                    |                                                                    |                                                                    |                                                                    |                                                                    |                                                                    |                                                                    |

## Gobierno
Véase también: Gobierno del Municipio de Bacadéhuachi
La sede del gobierno municipal yace en este poblado, donde se encuentra el palacio municipal. El ayuntamiento está integrado por un presidente municipal, un síndico, 3 regidores de mayoría relativa y 2 de representación proporcional.
Pertenece al IV Distrito Electoral Federal de Sonora con sede en la ciudad de Guaymas y al XVIII Distrito Electoral de Sonora con sede en Ciudad Obregón Norte.

## Demografía
Según el Censo de Población y Vivienda realizado en 2020 realizado por el Instituto Nacional de Estadística y Geografía (INEGI), la villa tiene un total de 979 habitantes, de los cuales 522 son hombres y 457 son mujeres. En 2020 había 540 viviendas, pero de estas 346 viviendas estaban habitadas, de las cuales 111 estaban bajo el cargo de una mujer.
El 99.58% de sus pobladores pertenece a la religión católicamientras que el 0.2% no profesa ninguna religión.

### Educación y salud
Según el Censo de Población y Vivienda de 2020; 1 niño de entre 6 y 11 años (0.1% del total), 3 adolescentes de entre 12 y 14 años (0.31%), 35 adolescentes de entre 15 y 17 años (3.58%) y 26 jóvenes de entre 18 y 24 años (2.66%) no asisten a ninguna institución educativa. 33 habitantes de 15 años o más (3.37%) son analfabetas, 23 habitantes de 15 años o más (2.35%) no tienen ningún grado de escolaridad, 192 personas de 15 años o más (19.61%) lograron estudiar la primaria pero no la culminaron, 32 personas de 15 años o más (3.27%) iniciaron la secundaria sin terminarla, teniendo el pueblo un grado de escolaridad de 7.64.
La cantidad de población que no está afiliada a un servicio de salud es de 214 personas, es decir, el 21.86% del total, de lo contrario el 77.94% sí cuenta con un seguro médico ya sea público o privado. Según el mismo censo, 65 personas (6.64%) tienen alguna discapacidad o límite motriz para realizar sus actividades diarias, mientras que 12 habitantes (1.23%) poseen algún problema o condición mental.
En la localidad hay tres instituciones educativas que dependen del gobierno: el jardín de niños "Amado Nervo", administrado por el gobierno federal,, la escuela primaria "Gilberto R. Limón", controlada por el gobierno estatal, y la secundaria estatal #13.

### Población histórica
Evolución de la cantidad de habitantes desde el evento censal del año 1900:
| Año           | 1900 | 1910 | 1921  | 1930  | 1940  | 1950  | 1960  | 1970  | 1980  | 1990  | 1995  | 2000  | 2005  | 2010  | 2020 |
| Población     | 650  | 758  | 1,203 | 1,028 | 1,053 | 1,406 | 1,393 | 1,514 | 1,419 | 1,482 | 1,373 | 1,335 | 1,249 | 1,251 | 979  |
| Fuente: INEGI |      |      |       |       |       |       |       |       |       |       |       |       |       |       |      |

## Economía
Se destina la agricultura para la producción de forrajes principalmente para el apoyo de la ganadería.
En silvicultura se tiene una superficie aproximada de 153,047 hectáreas en las que se explota principalmente postes para cercos y leña para uso doméstico de las especies: mezquite, tesota, chino, palo dulce, huata, encino entre otras.
La ganadería comprende una población animal de 11,047 cabezas de ganado bovino, beneficiando a 228 productores.

## Cultura

### Monumentos históricos
- Iglesia de Nuestra Señora de Loreto,[19] la cual fue construida en el siglo XVII (aprox. entre 1709-1740), la cual fue reconstruida parcialmente en 1887, después de sufrir daños tras un temblor,[7] su arquitectura muestra estofados de oro y pinturas novohispanas, consta de 88 figuras en el interior que van del siglo XVII al XX, las cuales fueron incluidas en inventarios hechos por el Instituto Nacional de Antropología e Historia (INAH) a través del Programa Nacional de Identificación de Registro y Catálogo de Monumentos Históricos Muebles.[20]

|                              |
| Callejón antiguo del pueblo. |

|                                                                    |
| El arco central del letrero de bienvenida en la entrada principal. |

|                     |
| La plaza municipal. |

|                                  |
| El kiosko de la plaza municipal. |

|                                       |
| El templo de Nuestra Señora de Loreto |

### Fiestas y tradiciones
- 3 de mayo: fiesta de la Santa Cruz;
- 8-10 de septiembre: fiesta patronal de la Virgen de Loreto;
- 25-27 de septiembre: festiva de la Sierra Alta.[21]